# Свети Николай (Еклисия)
„Свети Николай“ (на гръцки: Άγιος Νικόλαος) е православна църква в гревенското село Еклисия (Вивища), Егейска Македония, Гърция. Църквата е енорийски храм на селото и е изградена в 1881 година. Днес е реставрирана.